# Jianshi
Jianshi, tidigare romaniserat Kienshih, är ett härad som lyder under den autonoma prefekturen Enshi i Hubei-provinsen i centrala Kina.
I en karstgrotta vid Qingjiangfloden har fossil av Jianshimänniskan hittats, som levde runt 1 miljoner år före nutid.

## Källa
1. ↑  ”worldpostmarks.net”. Arkiverad från originalet den 2 januari 2015. https://web.archive.org/web/20150102101710/http://worldpostmarks.net/HTML%20Countries/china.htm. Läst 22 juli 2015.
2. ↑  ”New evidence challenges hypothesis of modern human origins” (på engelska). 新华网, Xinhua News Agency. Arkiverad från originalet den 31 oktober 2013. https://web.archive.org/web/20131031161118/http://news.xinhuanet.com/english/2005-04/27/content_2884681.htm. Läst 19 juli 2017.